# 박공

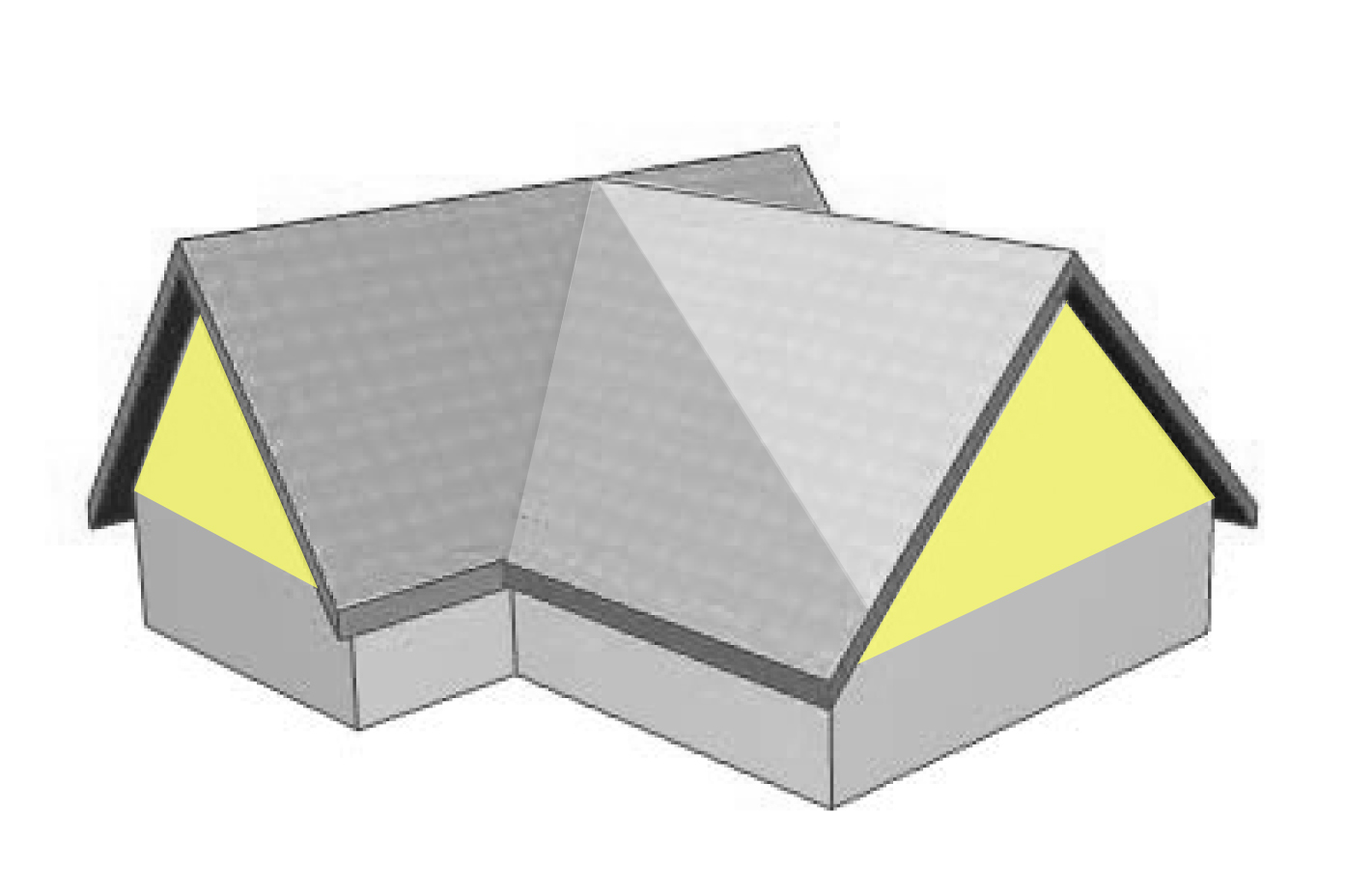

박공(牔栱, gable)은 맞배지붕으로 인해 만들어지는 삼각형의 벽면이다.
아래쪽 벽면의 연장으로 간주할 수 있지만, 간혹 아래쪽의 벽과 위쪽의 박공을 다른 소재로 건축하여 지붕이 있는 구역과 벽만 있는 구역을 미적으로 구분하기도 한다.
박공의 안쪽 공간은 새로운 층을 지어 다락방으로 활용하거나, 새로운 층을 짓지 않고 아래층이 높게 트이도록 두기도 한다.

## 같이 보기
- 처마
- 파사드
- 팀파눔